# Pine Point, Territórios do Noroeste

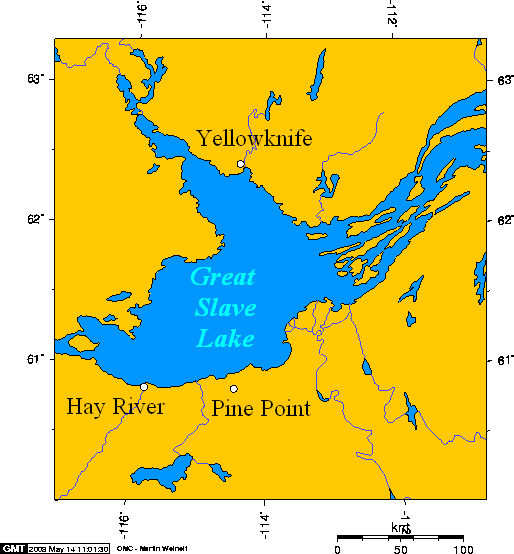
Pine Point, Territórios do Noroeste, Canadá.

Pine Point foi um povoado construído sob a mina de zinco de Pine Point, nos Territórios do Noroeste, Canadá.
As primeiras construções foram feitas em 1952 durante a explosão original e o desenvolvimento da campanha de apropriação da mina. O moderno povoado foi concretizado em 1962 e aberto a mina em 1963.
O povoado foi servido pela Estrada Northwest Territories 5 e por uma estrada de propriedade da Canadian National Railways. Além de um aeroporto.
A empresa responsável pela mina a fechou em 1988, forçando a cidade a se evacuar. Todos os edifícios foram removidos ou demolidos,e hoje o povoado é completamente abandonado, embora tenha alguns projetos de estradas lá.